# Воловский 2-й
Воловский 2-й — посёлок в Воловском районе Липецкой области России. Входит в состав Верхнечесноченского сельсовета.

## География
Посёлок находится в юго-западной части Липецкой области, в лесостепной зоне, в пределах восточных отрогов Среднерусской возвышенности, преимущественно на правом берегу ручья Чесночный (приток реки Олым), на расстоянии примерно 15 километров (по прямой) к юго-востоку от села Волово, административного центра района.
Климат умеренно континентальный с теплым летом и умеренно морозной зимой.
Часовой пояс
Посёлок Воловский 2-й, как и вся Липецкая область, находится в часовой зоне МСК (московское время). Смещение применяемого времени относительно UTC составляет +3:00.

## Население
| 2010 | 2012 |
| ---- | ---- |
| 47   | ↗48  |

Гендерный состав
По данным Всероссийской переписи населения 2010 года в гендерной структуре населения мужчины составляли 51,1 %, женщины — соответственно 48,9 %.
Национальный состав
Согласно результатам переписи 2002 года, в национальной структуре населения русские составляли 97 %.

## Улицы
Уличная сеть посёлка состоит из одной улицы (ул. Садовая).